# 에피다우로스
에피다우로스(현대 그리스어: Ἐπίδαυρος / 라틴어: Epídauros) 또는 에피다브로스(현대 그리스어: Επίδαυρος / 라틴어: Epídavros)는 그리스 펠로폰네소스반도 동부에 위치한 고대 그리스의 항구 도시이다. 현재는 펠로폰네소스 지역에 속하는 기초 자치 단체(디모스) 중 하나이다.

## 지리

### 위치
도시로의 에피다우로스는 사로니코스 만에 접한 항구 도시로 수도 아테네의 남서쪽 약 65km, 코린토스의 동남쪽 약 40km, 현도 나플리오의 동쪽 30km에 위치한다. 현재는 파레아 에피다브로스(그리스어: Παλαιά Επίδαυρος Αργολίδας)(‘구 에피다우로스’라는 뜻)이라는 이름으로 불리며 1700명 정도의 인구가 있다.
자치 단체로의 에피다우로스 도시는 20세기 말 이후 두 차례의 지자체 통폐합을 거쳐 해안에서 내륙까지 큰 면적을 가진다. 2011년의 통폐합은 서쪽에 인접한 아스클레피이오 시와 합병했다.
에피다우로스 유적(아스클레피오스의 성소)은 파레아 에피다브로스에서 약 8km 남서 동떨어진 내륙에 있다. 2010년까지 아스클리피이오 시(‘아스클레피오스 신전’ 아스클레페이온에서 유래된 지명)에 속해 있었다. 실제로 이전 아스쿠리피이오의 도시 중심이었던 리구리오 쪽이 팔라이아 에피다브로스보다 에피다우로스 유적에 가까운 유적 마을 리구리오의 약 4km 남동쪽에 있다.

## 역사

### 고대-중세
고대 그리스 시대, 에피다우로스는 독립 도시 국가이며, 에피다우로스의 주변 지역은 에피다우리아(Epidauria)라고 했다. 아르고스에 속하는 것은 고대 로마 시대에 들어 와서이다.
전승에 따르면 아폴로의 아들 이름인 아스클레피오스가 태어난 곳이라고 한다. 원래 이 지역에서는 아폴로 말레아타스(Apollo Maleatas) (아폴로와 영웅 마레아타스가 습합된 신격)가 숭배되고 있으며 언덕의 신전은 아폴로 마레아타스에게 바쳐진 것이었다. 미케네 문명의 기원전 13세기경 티린스와 에피다우로스를 연결하기 위하여 건설된 아루카디코 다리(일명 카자루마 교 에피다우로스 시역에 포함된 아르카디코(Αρκαδικό Αργολίδας)에 소재)는 현재도 사용되는 다리로서는 세계 가장 오래된 것 중 하나로 알려져 있다. 아폴로 마레아타스 신앙이 약해진 기원전 6세기경 아스클레피오스를 숭배하는 사람들이 이 땅을 성소로 삼았다.
에피다우로스의 아스클레페이온(아스클레피오스 성역)은 고전기 그리스 세계에서 가장 축복받은 의료의 중심지로 많은 병자들이 치유 기도를 위해 모였다. 올바른 치료를 찾는 환자들은 enkoimeteria는 큰 침실에서 하룻밤을 보냈다. 꿈속에 신이 나타난 환자가 질병을 치료하기 위해 무엇을 해야 하는가를 말했다고 한다. 성소의 유적에서는 160개의 객실이 발견되었다. 유적의 주변에는 치료에 사용된 것으로 추정되는 몇 개의 온천장이 존재한다.
아스크르페이온은 에피다우로스에 번영을 가져온 기원전 4세기 ~ 기원전 3세기에는 기념적인 건축물의 건설과 확장 등 야심찬 건축 계획이 실행되고 있었다. 유명한 야외극장과 의식을 행할 때 사용되는 연회장, 목욕탕, 경기장 등이었다. 그 명성은 헬레니즘 시대에도 이어졌다.
또한 고대 그리스 세계에는 에피다우로스의 이름을 가진 마을이 이것 외에도 두 개가 있었다. 하나는 달마티아의 에피다우로스, 다른 하나는 라코니아의 에피다우로스 리메라()이다.
기원전 87년 로마의 장군 코르넬리우스 술라에 의해 성역은 약탈당했다. 기원전 67년에는 해적이 노략질을 했다. 기원후 2세기경에는 로마 제국 하에서 번영을 회복했지만, 395년 고트인들에 의해 습격을 받았다.
기독교가 도입되면서 그리스의 신들에 대한 믿음은 쇠퇴하거나, 금지되었고, 델포이의 신탁도 빛을 잃었다. 그러나 에피다우로스는 ‘치유의 성역’으로 5세기 중반까지 그리스도교들에게도 추앙받았다.

### 근현대
그리스 독립 전쟁 중인 1821년 12월부터 이듬해 1월까지 네아에피다우로스(당시의 명칭은 피아다)에서 제1회 국민 회의(First National Assembly at Epidaurus)가 개최되었다. 당시 펠로폰네소스 중앙 그리스에서 조직되어 있던 3개의 독립파 임시 정부의 지도자들이 모인 이 회의에서는 오스만 제국으로부터 그리스의 독립 선언과 동시에 임시 헌법(Greek Constitution of 1822)이 채택되었다. (그리스 제1공화국 참조)

## 에피다우로스 고고학 유적
에피다우로스 유적은 그리스 신화의 이름은 아스클레피오스를 모시는 성역의 유적으로 항구 도시 에피다우로스에서 8km 떨어진 내륙에 있다. 현재 그리스에서 가장 잘 보존된 극장 흔적이 남아 있으며, 1988년에 〈에피다우로스 고고학 유적〉으로 세계 유산에 등록되었다.

### 극장
에피다우로스 유적의 가장 유명한 건축물은 고대 극장이다. 1만 5000명의 관객을 수용할 수 있는 거대함과 좌우 대칭의 아름다움은 2세기 그리스의 지리학자 파우사니아스를 감탄시킨 바 있다.
이 극장은 기원전 4세기에 작은 폴리클레이토스(Polykleitos the Younger) (폴리클레이토스의 아들)에 의해 설계되었다. 좌석은 당초 34단이었지만, 로마 시대에 21단이 추가되었다. 그리스의 극장 건축의 통례로 (로마 극장과 대조적으로) 스케네(Skene=theatre)  뒤에 펼쳐진 자연 경관은 떨어질 수 없는 극장의 일부가 되었다.
이 극장은 뛰어난 음향 효과를 가지고있다. 무대 정면(스케네 또는 프로시니엄)에서 낭독하는 목소리를 전 관객에게 전달하기 위해 음향 기기에 의한 증폭은 필요하지 않으며 뚜렷하게 들을 수 있도록 되어 있다.
현재도 여름철 연극, 오페라 등 공연이 열리고 있다.

### 등록기준
이 세계 유산은 세계 유산 등록 기준에 있어서 다음의 기준을 충족한 것으로 간주되며 등록이 이루어졌다. (다음 기준은 세계 유산 센터 공표 등록 기준에서 번역, 인용한 것이다.)
- (1) 인류의 창조적 재능을 표현하는 걸작.
- (2)의 기간 동안 또는 특정 문화권에서 건축, 기술, 기념비적 예술, 도시 계획, 조경 설계의 발전에 관해, 인류 가치의 중요한 교류를 보여주는 것
- (3) 현존하는 또는 소멸한 문화적 전통이나 문명의 유일한 또는 적어도 희소한 증거
- (4) 인류 역사상 중요한 시대를 증명하는 건축 양식, 건축물 기술의 집적 또는 경관의 뛰어난 예
- (6) 현저하고, 보편적인 의미를 갖는 사건, 현존하는 전통, 사상, 신앙 또는 예술적, 문학적 작품과 직접 또는 명백하게 관련하는 것 (이 기준은 다른 기준과 함께 사용하는 것이 바람직하다고 세계 유산위원회는 생각한다.)